# Jean-Marc Garot
Pour les articles homonymes, voir Garot.
Jean-Marc Garot est un ingénieur et haut fonctionnaire français, qui a notamment été de 1987 à 1995 chef du Centre d'études de la navigation aérienne (CENA) et de 1995 à 2005 directeur du Centre expérimental d'Eurocontrol.

## Biographie
Jean-Marc Garot est diplômé de l'École polytechnique (X67) (1967-1970), et de l'École nationale de l'aviation civile en 1972.
Chargé de la recherche et développement au Centre d'études de la navigation aérienne (CENA), de septembre 1972 à septembre 1979, il développe et perfectionne la première poursuite radar multi-source et, en coopération avec le centre expérimental d'Eurocontrol à Brétigny-sur-Orge, il développe les outils d'évaluation radar.
D'octobre 1979 à janvier 1985, il dirige le programme CAUTRA 4 (système de Contrôle du trafic aérien français), développé par une équipe réduite d'ingénieurs de la fonction publique et réussit la transition de CAUTRA 3 vers CAUTRA 4. Ce système longtemps considéré comme un des plus avancés en Europe, est toujours en opération en 2017, en attente d'un successeur depuis plusieurs années. Il contribua au développement du système de contrôle du trafic aérien espagnol - Sacta - après la mort de Franco. Ce système développé par l'industrie Secelsa puis Indra  a acquis une bonne renommée en Europe et ailleurs.
De janvier 1985 à décembre 1986, il part en détachement à la Federal Aviation Administration comme conseiller spécial auprès du directeur du programme advanced automation system et suit la phase de négociation/design compétitifs entre International Business Machines (IBM) et Hughes Aircraft. Ce programme d'un montant de 2 MM de US Dollar ne fut jamais terminé. Au retour, comme conseiller au directeur de la navigation aérienne, il propose un plan CAUTRA 5 jamais vraiment lancé.
De mai 1987 à mai 1995, comme chef du Centre d'études de la navigation aérienne à Athis-Mons, il participe à l'évaluation du système de détection de collision embarqué (Traffic Collision Avoidance System) avant que son emploi soit rendu obligatoire en Europe et Amérique du Nord. Il lance les concepts d'Arrival Manager (AM) et de Minimum Safe Altitude Warning système (MSAW). Ces sous-systèmes sont intégrés depuis les années 2000 au macro-système ATC. Il aide à la naissance de la Central Flow Management Unit d'Eurocontrol. Il a publié de très nombreux documents techniques lors de sa carrière au CENA.
De mai 1995 à mai 2005, directeur du centre expérimental d'Eurocontrol, membre du Advisory Council for Aeronautics Research Commitee et de l'Advisory Board for Aeronautic Research pour le 6e Programme Cadre de R&D de l'Union européenne, il crée avec Christopher North de la Commission européenne un Joint Programme Board afin de définir un programme commun de coopération entre Eurocontrol et l'Union européenne.
Il co-fonde en 1997 avec son homologue de la Federal Aviation Administration Jack Fearnsides (alors directeur de la Mitre Corporation) les ATM Seminar:

« In December 1995, Jack Fearnsides, Director and General Manager of the Center for Advanced Aviation Systems Development of the MITRE Corporation, and Jean-Mare Garot, Director of the EUROCONTROL Experimental Center, proposed the formation of a joint research seminar to be held approximately every 18 months. These research seminars are designed to share the latest and best of research findings on the complex and emerging field of air traffic management (ATM). »

— Andres Zellweger, Air Transportation Systems Engineering
Il est directeur du Programme for Harmonised ATM Research in Eurocontrol PHARE. Il parraine également la naissance du programme SESAME qui deviendra SESAR.
D'avril 2005 à février 2013, il est membre de l'Inspection générale de l'Aviation Civile de la Météorologie.
Il est également membre de l'académie de l'air et de l'espace et contribue à différents ouvrages et colloques :
- Trafic aérien et météorologie[8]
- Voler en 2050[9]
- L'éruption du volcan islandais Eyjafjallajökull[10]

Il est sollicité dans la presse, sur les questions liés au trafic aérien.
Il publie en 2016 Le détournement du MH370 qui tente de répondre à la question de la mystérieuse disparition du vol 370 de la Malaysia Airlines. Ce travail très technique est fréquemment cité,, et lui vaudra plusieurs invitation sur des plateaux de radio ou de télévision,. Avec une équipe d'anciens collègues, il a également mis en place un site internet, MH370-CAPTIO, pour présenter les éléments de sa théorie. Les travaux de son équipe constituée de Jean-Luc Marchand, Argiris Kamoulakos, Michel Delarche ont fait l'objet de présentation sous l'égide de la Royal Aeronautical Society à Paris, Bruxelles / Eurocontrol.
En octobre 2020, dans la lettre 3AF #44, il publie dans sa version courte un article titré : Profiter de la crise du transport pour réformer le contrôle aérien européen - Le plus grand tournant de l’histoire d’Eurocontrol depuis sa création il y a 50 ans. Cet article est co-écrit avec Marc Baumgartner, contrôleur de la circulation aérienne et chef de salle au Centre de contrôle aérien en route de Genève, également président de la Fédération internationale des associations de contrôleurs aériens (en), et Pierre Andribet ancien secrétaire général de la 3AF et lui aussi ancien directeur du centre expérimental Eurocontrol.
Une version longue de l'article en anglais titré Take advantage of the crisis to reinvent European air traffic control est diffusée via linkedin et circule parmi les responsables du secteur. L'article évoque les écueils et difficultés mais surtout propose des pistes pour ré-inventer le service du contrôle aérien en Europe. Il témoigne de l'intérêt toujours vif de ses auteurs pour voir advenir une Europe de l'ATC.

## Ouvrages
- Jean-Marc Garot et Michel Delarche, Le détournement du MH370, http://www.librinova.com Librinova, 2016 (ASIN B01K7Z9TPE, lire en ligne)
- Alain Gras, Gérard Dubey, Jean-Michel Bidot, Jean-Marc Garot, Caroline Moricot, Sophie Poirot-Delpech, Luc Quintainte et Victor Scardigli, L'avion : Le rêve, la puissance et le doute, Publications de la Sorbonne, 2009, 312 p. (ISBN 978-2-85944-627-7 et 2-85944-627-3)